# Влчек, Эмануэль
Эмануэль Влчек (чеш. Emanuel Vlček; 1 марта 1925[…], Рожмиталь-под-Тршемшинем[…] — 24 октября 2006[…], Прага) — чешский антрополог, доктор медицины, доктор естественных наук, профессор кафедры лечебного дела Карлова университета в Праге.

## Образование и научная деятельность
После окончания Ванчуровой гимназии в Смехове с 1945 по 1951 учился в Карловом университете. Изучал одновременно антропологию на естественном факультете и лекарственное дело. Во время учебы работал в Институте судебной медицины демонстратором и научным сотрудником.
В марте 1948 молодой студент был также учеником профессора Хайека и Тесаржа во время вскрытия тела министра Яна Масарика.
С 1951 по 1957 работал в Государственном Археологическом институте в городе Нитра, позже — в Археологическом институте в Праге. Начало научной карьеры ученого связано с пражским Национальным музеем, где в 1967 он основал антропологическое отделение.
В течение 1952–1974 лет читал лекции по антропологии в Университете Я. А. Коменского в Братиславе и палеонтологии человека в Карловом университете.
Сначала Влчек сосредоточился на изучении палеоантропологии территории Европы, его интересовали доисторические и древние популяции, а уже впоследствии исследовал и описал большую группу Халха-монголов. Также изучал эволюцию гоминидов в Европе и описал огромное количество находок с Балкан и других регионов Центральной Европы.
С 1955 года профессор Влчек начал прорабатывать скелетные останки чешских правителей и прочих исторических личностей. Благодаря своим антропологическим и медицинским исследованиям мог четко определять физические характеристики, генетическое родство, примерный возраст на момент смерти, состояние здоровья и наличие заболеваний данной фигуры.
Похоронен на кладбище Малвазинки в Праге.

## Антрополог исследовал костные останки известных исторических лиц
- Святая Людмила
- Борживой I
- Святой Вацлав
- Фердинанд I Габсбург
- Пржемысл I Оттокар
- Пржемысл Отакар II
- Вацлав I
- Вацлав II
- Вацлав IV
- Иоганн Люксембургский
- Карл IV Люксембург
- Ладислав Постум
- Йиржи из Подебрад
- Рудольф II
- Максимилиан II Габсбург
- Ян Жижка
- Адальберт Пражский
- Карел Гинек Маха
- Альбрехт Валленштейн
- Евангелист Лука
- Ян Непомуцкий
- Богуслав Мартину

## Публикации
- VLČEK, Emanuel. Bedřich Smetana: fyzická osobnost a hluchota. Praha: Vesmír, 2001. 94 s. ISBN 80-85977-46-X.
- VLČEK, Emanuel. Bernard Bolzano: Podoba, tělesné vlastnosti a zdravotní stav. Praha: Památník národního písemnictví, 1981. 28 s.
- VLČEK, Emanuel. Fyzická charakteristika osobnosti Karla IV.. Praha: Univerzita Karlova, 1998.
- VLČEK, Emanuel. Fyzické osobnosti českých panovníků. I. díl. Nejstarší Přemyslovci. Praha: Vesmír, 1997. 398 s. ISBN 80-85977-09-5.
- VLČEK, Emanuel. Fyzické osobnosti českých panovníků ; II. díl. Čeští králové: 1: atlas kosterních pozůstatků českých králů přemyslovské a lucemburské dynastie s podrobným komentářem a historickými poznámkami. Praha: Vesmír, 1999. 558 s. ISBN 80-85977-17-6.
- VLČEK, Emanuel. Fyzické osobnosti českých panovníků ; III. díl. Čeští králové: 2: atlas kosterních pozůstatků Ladislava Pohrobka, Jiřího z Poděbrad a Habsburků pohřbených v Praze, s podrobným komentářem a historickými poznámkami. Praha: Vesmír, 2000. 301 s. ISBN 80-85977-29-X.
- VLČEK, Emanuel. Jan z Pomuku: Sv.Jan Nepomucký: Jeho život, umučení a slavné působení ve světle současné historie a antropologie. Praha: Vesmír, 1993. 69 s. ISBN 80-901131-3-3.
- VLČEK, Emanuel. Jak zemřeli: Významné osobnosti českých dějin z pohledu antropologie a lékařství. Praha: Academia, 1993. 279 s. ISBN 80-200-0400-9.
- VLČEK, Emanuel. Osudy českých patronů. Praha: Zvon, 1995. 302 s. ISBN 80-7113-131-8.
- Vlček Emanuel: Pádem vzhůru. Úraz Karla IV. ohrožující jeho život; Vesmír 4/1998, strana 218-223.